# Фаду (фільм)
«Фаду» — іспансько-португальський фільм 2007 року, який створив режисер Карлос Саура і який присвячений португальському традиційному музичному стилю фаду. У фільмі співають Маріза, Карлуш ду Карму, Шику Буаркі, Ліла Даунс та інші.

## Зміст
Фаду — специфічний музичний стиль, який зародився у 19 столітті в Португалії. Фільм познайомить глядачів із найвідомішими особистостями цього напрямку, історією його розвитку, а також жанровими особливостями цього унікального культурного явища.

## У ролях
| Актор               | Роль                                   |
| ------------------- | -------------------------------------- |
| Маріза              | у ролі самої себе                      |
| Шику Буаркі         | у ролі самого себе                     |
| Камане              | у ролі самого себе                     |
| Карлуш ду Карму     | у ролі самого себе                     |
| Ліла Даунс          | у ролі самої себе                      |
| Тоні Гаррідо        | у ролі самого себе                     |
| Альфредо Марсенейро | у ролі самого себе (архівний матеріал) |
| Мігель Поведа       | у ролі самого себе                     |
| Лура                | у ролі самої себе                      |
| Амалія Родрігеш     | у ролі самої себе (архівний матеріал)  |
| Каетану Велозу      | у ролі самого себе                     |

## Знімальна група
- Режисер — Карлос Саура
- Сценарист — Іван Діас, Карлос Саура
- Продюсер — Іван Діас, Луїш Гальвао Телес, Антоніо Саура

## Нагороди та номінації
CEC Awards (2007)
- Найкращий документальний фільм.
- Номінація на найкращу операторську роботу (Хосе Луїс Лопес Лінарес, Едуарду Серра).

Гойя (2008)
- Найкраща пісня («Fado da saudade», Карлуш ду Карму, Фернанду Пінту ду Амарал).
- Номінація на найкращий документальний фільм.